# Uniporodrilus granulothecatus
Uniporodrilus granulothecatus är en ringmaskart som beskrevs av Erséus 1979. Uniporodrilus granulothecatus ingår i släktet Uniporodrilus och familjen glattmaskar. Inga underarter finns listade i Catalogue of Life.